# South Shore (Dakota del Sud)
South Shore è un centro abitato (town) degli Stati Uniti d'America, situato nella Contea di Codington nello Stato del Dakota del Sud. La popolazione era di 225 persone al censimento del 2010. Fa parte dell'area micropolitana di Watertown.
La città prende questo nome dalla sua posizione sul lago Punished Woman.

## Geografia fisica
South Shore è situata a 45°06′18″N 96°55′41″W (45.105087, -96.927985).
Secondo lo United States Census Bureau, ha un'area totale di 1,40 miglia quadrate (3,63 km²).

## Società

### Evoluzione demografica
Secondo il censimento del 2010, c'erano 225 persone.

### Etnie e minoranze straniere
Secondo il censimento del 2010, la composizione etnica della città era formata dal 95,1% di bianchi, lo 0,4% di afroamericani, l'1,8% di nativi americani, e il 2,7% di due o più etnie. Ispanici o latinos di qualunque razza erano l'1,8% della popolazione.